# Cherusseri Namboothiri
Cherusseri Namboothiri (sau Cerusseri Nampūtiri (Nambūri)) a fost un poet indian de limbă malayalam ce a trăit prin secolul al XV-lea.
A fost poetul de curte al regelui Udayavarman (1446 - 1475) din ținutul Kolam.

## Opera
Poemul său "Kṛṣṇa-gāthā" (Cântec despre Krishna) reprezintă prima operă de valoare a literaturii de limbă malayalam.
Aici se regăsesc și unele influențe din cadrul literaturilor de limbă tamilă și sanscrită și din scrierea Bhavagata-purāna.